# José Andrés Blanco Sánchez
José Andrés Blanco Sánchez (Madrid, 13 de abril de 1958) es un deportista español que compitió en ciclismo adaptado en las modalidades de ruta y pista. Ganó dos medallas en los Juegos Paralímpicos de Sídney 2000.

## Palmarés internacional
| Juegos Paralímpicos | Juegos Paralímpicos | Juegos Paralímpicos | Juegos Paralímpicos |
| Año                 | Lugar               | Medalla             | Prueba              |
| ------------------- | ------------------- | ------------------- | ------------------- |
| 2000                | Sídney (Australia)  | Medalla de bronce   | Ruta LC3 mixto      |

| Juegos Paralímpicos | Juegos Paralímpicos | Juegos Paralímpicos | Juegos Paralímpicos              |
| Año                 | Lugar               | Medalla             | Prueba                           |
| ------------------- | ------------------- | ------------------- | -------------------------------- |
| 2000                | Sídney (Australia)  | Medalla de plata    | Persecución individual LC3 mixto |